# Barri de Sant Miquel (Olot)
El Barri de Sant Miquel és un barri del municipi d'Olot inclòs en l'Inventari del Patrimoni Arquitectònic de Catalunya.

## Descripció
El barri de Sant Miquel conté senzilles cases de planta rectangular i teulat a dues aigües amb un petit cos avançat que ubica la sala d'estar-menjador. En general disposen d'una sola planta i estan unides formant filades. Un petit jardinet guarda l'entrada i el porxo, d'arcada de punt rodó. Altres cases del barri, fetes a la mateixa època, disposen de baixos i pis. En els primers hi ha la cuina i el menjador-sala d'estar i el pis i les habitacions. Solen estar envoltades d'un petit jardí.

## Història
A Catalunya el monumentalisme feixista a penes va arrelar i hi ha tot un corrent, en canvi, que continua amb alguns aspectes del Noucentisme. Es podria citar, en aquest sentit, les cases núm. 113 de l'avinguda Batlló, que fan pensar en l'arquitectura de Duran i Reynals i els grups d'habitatges de l'Obra Sindical del Hogar. El primer va ser el grup José Antonio al barri de Sant Miquel, projectat l'any 1942 per J. Baldrich, A. Arderiu i I. Bosch, arran de les inundacions de l'any 1940.
El 1944 van començar a celebrar la seva versió del Ball Pla d'Olot, però amb vestits de paper.